# هنری ایبا
هنری پین «هنک» ایبا ( ۶ اوت ۱۹۰۴ – ۱۵ ژانویه ۱۹۹۳) مربی بسکتبال آمریکایی و مدیر دو و میدانی کالج بود. او از سال ۱۹۳۳ تا ۱۹۲۹ به عنوان سرمربی بسکتبال در کالج معلم ایالتی شمال غربی میسوری، که اکنون به عنوان دانشگاه ایالتی میزوری شمال غربی شناخته می شود، خدمت کرد. دانشگاه کلرادو بولدر از ۱۹۳۴ تا ۱۹۳۳; و دانشگاه ایالتی اوکلاهاما، از ۱۹۷۰ تا ۱۹۳۴. او در سال های ۱۹۴۵ و ۱۹۴۶ اوکلاهما را به عنوان قهرمانی متوالی مسابقات بسکتبال دسته اول هدایت کرد.
ایبا همچنین از سال ۱۹۷۰ تا ۱۹۳۵ مدیر ورزشی تیم اوکلاهاما و از سال ۱۹۳۴ تا ۱۹۴۱ سرمربی بیسبال مدرسه بود، با امتیاز ۹۰–۴۱. او به عنوان سرمربی تیم ملی بسکتبال مردان ایالات متحده، این تیم را به نشان طلا در بازی های المپیک تابستانی ۱۹۶۴ و ۱۹۶۸ هدایت کرد. ایبا در سال ۱۹۶۹ وارد تالار مشاهیر بسکتبال شد.

## زندگی شخصی
ایبا در ایستون، میزوری به دنیا آمد و بزرگ شد. او در کالج وست مینستر بسکتبال بازی کرد. زمین بسکتبال در وست مینستر اکنون به افتخار او نامگذاری شده است.

## جایزه هنری ایبا
جایزه هنری ایبا در سال ۱۹۵۹ برای قدردانی از بهترین مربی بسکتبال کالج سال توسط انجمن نویسندگان بسکتبال ایالات متحده گشایش یافت. پنج نامزد معرفی می شوند و فردی که بیشترین آرا را داشته باشد جایزه ای را دریافت می کند که همراه با چهار نفر پایانی ارائه می شود.

## مرگ
ایبا در ۱۵ ژانویه ۱۹۹۳ در استیلواتر، اکلاهما درگذشت.

## در سینما
در سال ۲۰۱۷، جان سویج، نقش ایبا را در درام ورزشی روسی رفتن عمودی، درباره فینال المپیک ۱۹۷۲ ایفای نقش کرده است.